# St. Nikolaus (Obererlbach)
Die römisch-katholische Filialkirche St. Nikolaus, auch Stomerkapelle genannt, in Obererlbach, einem Ortsteil der Gemeinde Buch am Erlbach im niederbayerischen Landkreis Landshut, gehört zum 2014 gegründeten Pfarrverband Steinzell im Erzbistum München und Freising und zum Dekanat Geisenhausen. Das Patrozinium des heiligen Nikolaus wird am 6. Dezember gefeiert. Die Kirche wird als Baudenkmal unter der Aktennummer D-2-74-121-1 geführt. Spuren von Vorgängerbauten werden als Bodendenkmal unter der Aktennummer D-2-7538-0321 mit der Beschreibung „untertägige mittelalterliche und frühneuzeitliche Befunde im Bereich der Kath. Filialkirche St. Nikolaus in Obererlbach, darunter Spuren von Vorgängerbauten bzw. älteren Bauphasen“ genannt.

## Lage und Umgebung
Die Kapelle liegt versteckt im Stomerhof (eigentlich Stabmeierhof) am nördlichen Ortsrand von Obererlbach. Bereits in der Kirchenrechnung von 1842/43 heißt es: „Die Kapelle wurde bisher von den Besitzern des Stabmayrhofes zu Obererlbach in baulichen Stand erhalten.“

## Geschichte
Obererlbach wurde erstmals zwischen 994 und 1006 schriftlich erwähnt. Die Kapelle stammt wohl aus dem 13. Jahrhundert und steht stilistisch am Übergang von Spätromanik zur Frühgotik. Renovierungsmaßnahmen fanden unter anderem 1845, 1911 und 1980/82 statt.

## Architektur

### Außenbau
Nur ein Kreuz auf dem massiven, burgähnlichen Bau ohne Turm weist auf ein Gotteshaus hin. Der nach Osten ausgerichtete Saalbau ist mit einem Walmdach gedeckt. Sie umfasst einen eingezogenen, beinahe quadratischen Chor und ein Langhaus über rechteckigem Grundriss. Die Sakristei wurde nachträglich nördlich an den Chor angebaut. Das Portal befindet sich auf der Südseite des Langhauses.

### Innenraum
Der Chor wird innen von einem gotischen Kreuzrippengewölbe auf Spitzkonsolen überspannt. Ein spitzer Chorbogen vermittelt den Übergang zum Langhaus, das von einer Flachdecke abgeschlossen wird. Diese vermutlich im 18. Jahrhundert entstanden. An den Seitenmauern des Langhauses ist innen an einem Absatz zu erkennen, dass die Kirche ursprünglich wesentlich niedriger war und vermutlich in der Barockzeit um ein Drittel erhöht wurde. Aus dieser Zeit dürfte auch das kleine, rundliche Fenster an der Westseite stammen. Das Fenster im Langhaus war ursprünglich wohl spitzbogig, wurde aber barock ausgerundet. Am Chorscheitel ist ein kleines rechteckiges Schlitzfenster erhalten.
Bei der Renovierung von 1980/82 wurde eine Empore eingezogen und die nördlich an den Chor angebaute Sakristei neu eingerichtet.

## Ausstattung
Im Chor steht ein barocker Hochaltar, der auf der Rückseite mit der Jahreszahl 1709 bezeichnet ist. Dieser enthält in einer Mittelnische eine Figur des Kirchenpatrons Nikolaus. Als Assistenzfiguren fungieren die beiden Pestpatrone Sebastian (links) und Rochus (rechts). Diese sind unter Voluten angeordnet. In der Auszugsnische befindet sich eine Statue der Anna selbdritt.
Die Kapelle in Obererlbach hat keine Seitenaltäre. Stattdessen sind neben dem Chorbogen links eine Südtiroler Madonna von 1982 und rechts ein spätbarockes Kreuz angeordnet. Erwähnenswert sind außerdem die aus Blech geschnittenen und bemalten Apostelleuchter. Die zwölf sind darauf an ihren Leidenswerkzeugen erkennbar. Ergänzt werden diese durch zwei weitere Tafeln, die Darstellungen von Maria als schwangerer Frau und Jesus als Erlöser der Welt enthalten.

### Glocken
An der Ostmauer des Chores hängen unter dem Dachfirst zwei historische Bronzeglocken, die im Tonabstand einer kleinen Sekunde erklingen. Die größere Glocke mit einem Durchmesser von 48 Zentimetern wurde 1712 von J. Martin Langenegger aus München für die Johanneskirche in Moosburg gegossen und kam durch die Säkularisation erst nach Buch am Erlbach, dann nach Obererlbach. Ihre Umschrift lautet: † ZV GOTTES EHR GOSS MICH NACH S : IOBS I : M : LANGENEGGER IN MYNCHEN ANNO 1712. Sie besitzt den Schlagton ges2. Die kleinere Glocke mit einem Durchmesser von 45 Zentimetern wurde 1770 von dem Glockengießer Carl Gottlieb Hancke aus Landshut geschaffen. Sie trägt die Umschrift: CARL GOTTLIEB HANCKE A LANDTSHVT GOSS MICH 1770. Ihr Schlagton ist as2.